# Natalja Wiktorowna Nasarowa

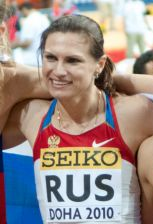
Doha 2010

Natalja Wiktorowna Nasarowa (russisch Наталья Викторовна Назарова, engl. Transkription Natalya Nazarova; * 26. Mai 1979 in Moskau) ist eine ehemalige russische Leichtathletin. 
Seit 1999 lief sie in der russischen 4-mal-400-Meter-Staffel, gewann aber auch allein im 400-Meter-Lauf internationale Medaillen. Mit insgesamt sechs Weltmeistertiteln in der Halle gehört sie zu den erfolgreichsten Athletinnen überhaupt.
Bei einer Körpergröße von 1,68 m betrug ihr Wettkampfgewicht 57 kg.

## Karriere
1998 siegte Natalja Nasarowa bei den Juniorenweltmeisterschaften in Annecy über 400 Meter und gewann mit der Staffel Silber. Bei den Hallenweltmeisterschaften 1999 in Maebashi lief die russische Staffel mit Tatjana Tschebykina, Swetlana Gontscharenko, Olga Kotljarowa und Nasarowa als Schlussläuferin in 3:24,25 min Hallenweltrekord und gewann vor den Staffeln aus Australien und aus den USA. Im Sommer bei den Weltmeisterschaften in Sevilla belegte Nasarowa in 50,61 s den sechsten Platz. Die Staffel gewann in der gleichen Besetzung wie in Maebashi in 3:21,98 min mit elf Hundertstelsekunden Vorsprung auf die US-Amerikanerinnen den Weltmeistertitel.
Bei den Halleneuropameisterschaften 2000 in Gent wurde Nasarowa über 400 Meter in 51,69 s Zweite hinter Swetlana Pospelowa in 51,66 s. In Sydney bei den Olympischen Spielen 2000 schied sie im Halbfinale aus, in der Staffel wurde sie nur im Vorlauf eingesetzt. Da die Staffel im Finale Dritte wurde, wurde auch sie mit Bronze geehrt. Bei den Europameisterschaften 2002 in München gewann Nasarowa mit der russischen Staffel in 3:25,59 min Silber hinter der deutschen Staffel.
Die Hallenweltmeisterschaften 2003 fand in Birmingham statt. Nasarowa siegte in 50,83 s Gold vor Christine Amertil (BAH) in 51,11 s. Die Staffel in der Besetzung Natalja Antjuch, Julija Petschonkina, Olesja Sykina und Nasarowa gewann in 3:28,45 min deutlich vor den Staffeln aus Jamaika und aus den Vereinigten Staaten. Bei den Weltmeisterschaften 2003 in Paris/Saint-Denis wurde Nasarowa in 49,98 s Vierte mit drei Hundertstelsekunden Rückstand auf Amy Mbacke Thiam aus dem Senegal. Die Staffel mit Sykina, Petschonkina, Anastassija Kapatschinskaja und Nasarowa gewann in 3:22,91 min Silber hinter der Staffel aus den USA mit einer Hundertstelsekunde Vorsprung auf die drittplatzierten Jamaikanerinnen.
Bei den Hallenweltmeisterschaften 2004 in Budapest siegte Nasarowa in 50,19 s. Die Staffel mit Olesja Krasnomowez, Kotljarowa, Tatjana Lewina und Nasarowa stellte mit 3:23,88 min einen neuen Hallenweltrekord auf und gewann vor den Staffeln aus Belarus und Rumänien. In Athen bei den Olympischen Spielen 2004 wurde Nasarowa in 50,68 s Achte. In der Staffel gewannen Krasnomowez, Nasarowa, Sykina und Antjuch in 3:20,16 min Silber hinter der Staffel aus den USA und vor der Staffel aus Jamaika. 
In ihrer Heimatstadt wurde Nasarowa bei den Hallenweltmeisterschaften 2006 in 50,60 s Vierte über 400 Meter. In der Staffel gewannen Lewina, Nasarowa, Forschewa (ehemals Krasnomowez) und Antjuch in 3:24,91 min vor den Staffeln aus den USA und aus Belarus.
Bei den Weltmeisterschaften 2007 in Ōsaka belegte sie mit der Staffel den vierten Platz. 
Nasarowa wurde 1999, 2000, 2003 und 2004 russische Meisterin über 400 Meter. Ihre Bestzeit von 49,65 s lief sie bei den Russischen Meisterschaften 2004 in Tula. Am 8. Januar 2004 stellte Nasarowa auf der selten gelaufenen Strecke über 500 Meter in 1:07,36 min einen Hallenweltrekord auf und verbesserte die sechzehn Jahre alte Bestzeit der Russin Olga Nasarowa.